# Brenta (folyó)
A Brenta olaszországi folyó Trentino-Alto Adige régióban ered, és az Adriai-tengerbe ömlik. Észak–déli irányban húzódik végig Veneto régión. A folyó a történelem során mindig is fontos víziút volt a kereskedelem számára. 899-ben a kalandozó hadjáratok során Berengár királyt itt verték meg a magyar hadak. Az első világháborúban az I. piavei csata során állóháború alakult ki a folyó mentén az olasz és a monarchiabeli csapatok között.